# Ребек (Бельгия)
Ребе́к (фр. Rebecq, валлон. Ribek / Rbek / R'bek / Erbek) — коммуна в Валлонии, расположенная в провинции Валлонский Брабант, округ Нивель. Принадлежит Французскому языковому сообществу Бельгии. На площади 39,08 км² проживают 10 241 человек (плотность населения — 262 чел./км²), из которых 49,14 % — мужчины и 50,86 % — женщины. Средний годовой доход на душу населения в 2003 году составлял 12 939 евро.
Почтовый код: 1430. Телефонный код: 067.